# Samuel Roper
Samuel W. Roper, né 10 avril 1895 à Trussville (Alabama) et mort le 1er mars 1986 à Chiefland (Floride), est un officier des forces de l'ordre aux États-Unis et occupa la fonction de grand sorcier impérial du Ku Klux Klan.
Roper, officier de police à Atlanta, en Géorgie, exerça les fonctions de deuxième directeur du Georgia Bureau of Investigation. Ayant quitté les forces de l'ordre en 1949, il succéda à Samuel Green à la tête du Ku Klux Klan, assumant le rôle de chef suprême jusqu'en 1950, date à laquelle Eldon Edwards lui succéda. Il fut par ailleurs directement impliqué dans le lynchage et l'assassinat de Thomas Finch, perpétré le 12 septembre 1936 à Atlanta, en Géorgie. 
Roper s'établit en Floride en 1972 et résidait à Chiefland, dans cet État, au moment de son trépas. Il succomba d'une défaillance rénale à l'hôpital des vétérans de Gainesville, en Floride, le 1er mars 1986.